# Liam James
Liam James (født 7. august 1996) er en canadisk børneskuespiller. Han er for tiden hovedperson i USA Networks tv-serie Psych som en ung Shawn Spencer, der også bliver spillet af den amerikanske skuespiller James Roday, i starten af hvert episode.
James har spillet med i flere forskellige film bl.a. Fred Claus, Things We Lost in the Fire, Aliens vs. Predator: Requiem og 2012.

## Filmografi
- Good Luck Chuck (2007) – Dreng i pingvinkostume
- Things We Lost in the Fire (2007) – Fætter Dave
- Aliens vs. Predator: Requiem (2007) – Sam
- Horsemen (2009) – Sean Breslin
- 2012 (2009) – Noah Curtis
- The Way, Way Back (2013) – Duncan
- Speech & Debate (2016) – Solomon

### Tv-serier
- Fear Itself, afsnit 2 (2008) – Ung Harry Siegal
- Psych, afsnit 3-31, 34-35, 37-38, 41-46 (2006-2009) – Ung Shawn Spencer